# Championnats de France de tennis de table 2014
Navigation
Championnats de France 2013 Championnats de France 2015
Les Championnats de France de tennis de table 2014 se sont déroulés au Vendéspace à Mouilleron-le-Captif en Vendée les 28 février, 1er et 2 mars 2014. 
Li Xue s'impose chez les dames en disposant d'Aurore Dessaint sur le score de 4/1. En double féminin, Carole Grundisch et Laura Gasnier sont sacrées championnes de France. 
Stéphane Ouaiche crée la surprise de ces championnats de France 2014 disputés devant plus de 3000 personnes en remportant le titre en simple messieurs. Après avoir respectivement éliminé, le vice-champion de France Abdel-Kader Salifou en 1/8ème de finale sur le score de 4/0, le pensionnaire de Villeneuve-sur-Lot élimine Adrien Mattenet, tête de série N°1 su tableau, puis sauve deux balles de match sur Simon Gauzy, 64e joueur mondial, avant de s'imposer. La finale qui l'oppose à Christophe Legout, déjà titré trois fois en simple en 2005, 2010 et 2011, est d'une rare intensité. A 41 ans et après avoir sauvé 5 balles de match sur Ibrahima Diaw au premier tour, Christophe Legout s'incline sur le score de 4/1. A seulement 20 ans, Stéphane Ouaiche est l'un des plus jeunes vainqueur du tableau messieurs des Championnats de France. 
En double messieurs, Christophe Legout associé à Michel Martinez remporte sa dixième couronne nationale et égale ainsi le record de Jacques Secrétin.
30h de direct ont été assurées par Sport+, Dailymotion et TV Vendée.